# 連邦美術計画

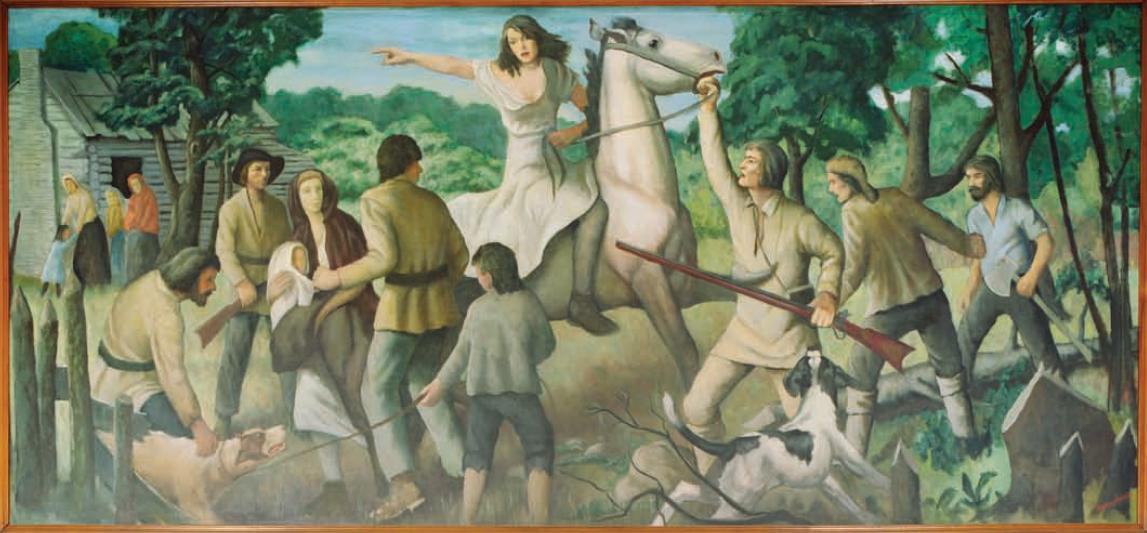
ペンシルベニア州ライカミング郡の郵便局外壁の壁画

連邦美術計画（れんぽうびじゅつけいかく、Federal Art Project 、フェデラル・アート・プロジェクトとも訳される。略称FAP）は、アメリカ合衆国の連邦政府公共事業促進局が1930年代に打ち出した芸術家支援計画のひとつ。

## フェデラル・ワン

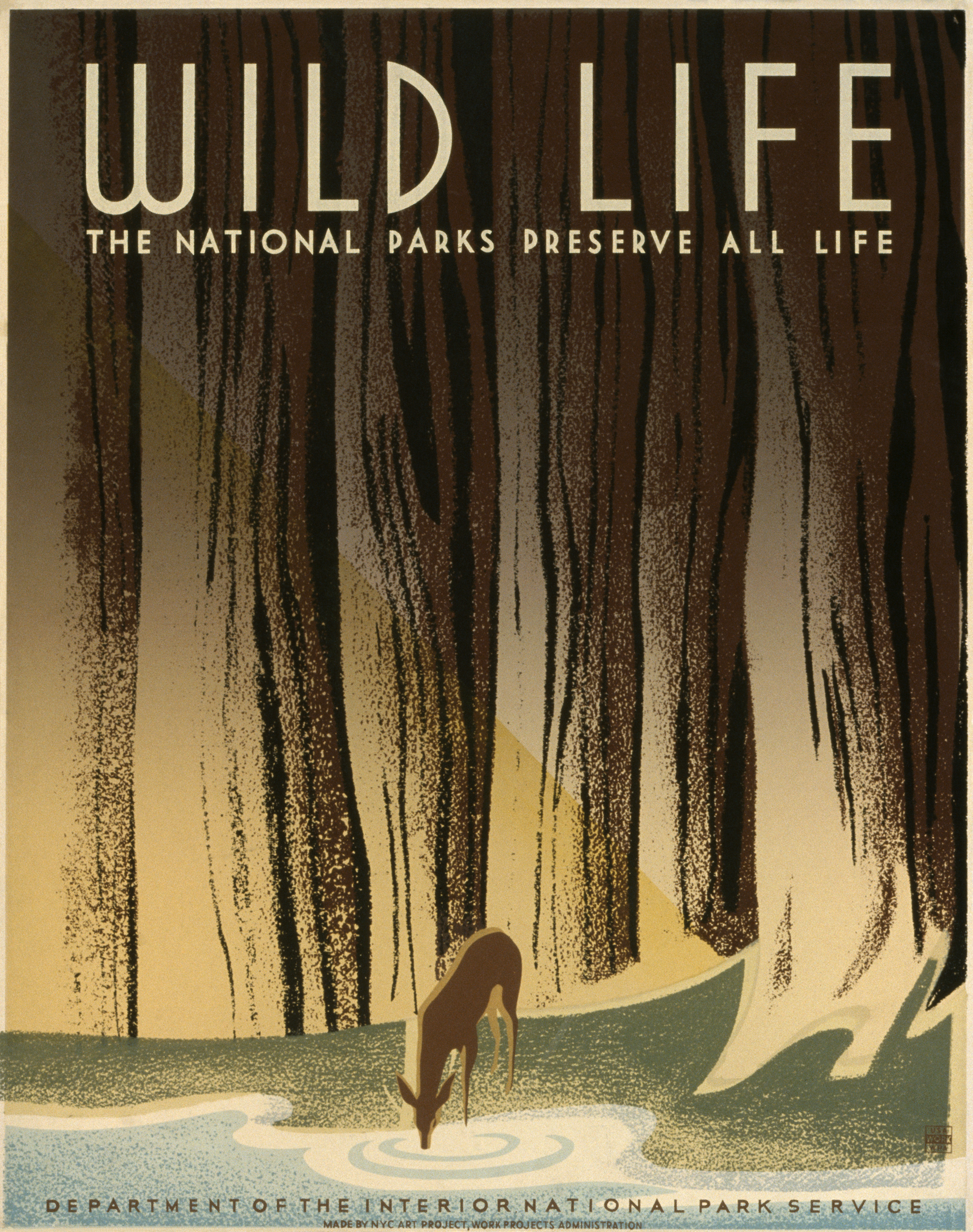
連邦美術計画の依頼により制作された国立公園事業の政府ポスター

世界恐慌に端を発した大不況時代における第二期ニューディール政策の一環、かつ最重要政策として、失業者救済にあたったWPA（雇用促進局／公共事業促進局とも訳される）が打ち出した施策が芸術家支援計画「フェデラル・ワン」であった。この計画のうち、ヴィジュアル・アート（美術、視覚芸術）分野の計画が「連邦美術計画」である。
- 「フェデラル・ワン」は正式名称『連邦計画第一号』で、美術家のみならずあらゆる芸術分野にかかわる人々に仕事を与え生活を救済する役割を持っていた。以下の5つのプログラムからなるほか、芸術活動や団体への寄付に対する控除制度が設けられた。
  - 連邦作家計画
  - 歴史記録調査（もとは連邦作家計画の一部）
  - 連邦劇場計画
  - 連邦音楽計画
  - 連邦美術計画

## 失業美術家の救済

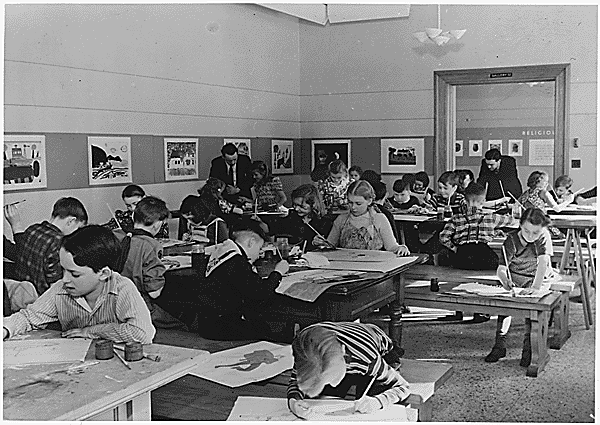
WPAが運営していたミネアポリスのウォーカー・アート・センターで開催されている子供向け絵画教室（1941年）。このような事業により多くの芸術家を雇用した

連邦美術計画によって5000人～1万人が雇用され、20万点もの作品が制作され、さまざまなポスター・壁画・絵画・彫刻が作成された。それらの作品は公共機関や学校や病院などに飾られ、2000以上のビルの壁面を覆い、国内で最も目立つパブリック・アートがいくつも誕生した。おそくとも1935年4月29日に、大不況下の芸術支援計画の一環として開始され、1943年6月30日に終了した。
連邦美術計画の最初の目標は仕事のない美術家を政府が雇い、美術作品を連邦政府以外に属する建物（郡役所、郵便局、図書館など）に供給し、市民に美術に接する機会をより多く与えることだった。その後、連邦美術計画はさまざまな方面に展開された。アート・プロダクション（美術制作・供給に関する企画運営）、美術教育、美術に関する調査などである。このうち、美術調査グループの出した最も重要な成果が、『アメリカン・デザインの総目録』（the Index of American Design）である。

## 成果

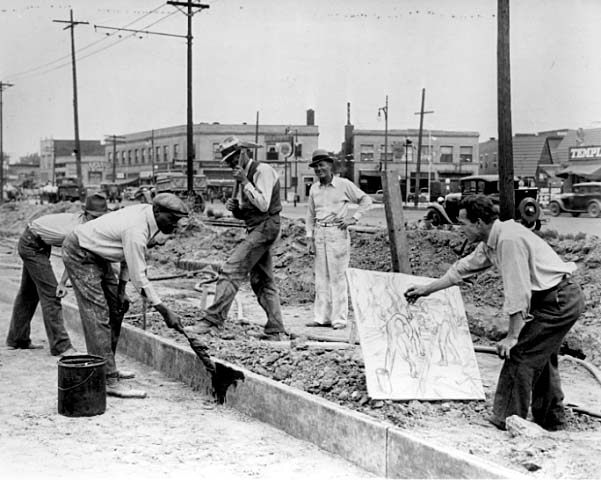
ミシガン州の芸術家、アルフレッド・カスターニュがWPAの建設作業員たちのスケッチをしている（1939年5月19日）。アメリカ人の暮らし・大恐慌の惨状・ニューディールによる事業などの記録のためにも多くの芸術家が雇われた

レオン・バイベル、ジャクソン・ポロック、ウィリアム・グロッパー、ウィレム・デ・クーニング、ベン・シャーンなどは、この計画により支援された中でよく知られた美術家たちである。
この計画の副産物かつ最大の成果としては、人的資源の維持・育成があげられる。この計画により、多くの美術作家が生活を維持することができ、またヨーロッパからも美術家の流入があった。その中には、戦後のアメリカ美術の隆盛とヨーロッパ美術の影響からの脱出（抽象表現主義など）を成し遂げた作家たちがいる。また壁画など公共空間における大きな画面へのチャレンジにより、小さなキャンバスに描くのとは違う新しい体験を作家たちにさせたこともある。
この計画によりアメリカの街角に「パブリック・アート」と呼ばれる、記念碑とも違う、町を装飾し生活に彩りを与え、さまざまな思索を誘うための彫刻群が多く建つようになった。この成果は、戦後、新築ビルに建築費の1パーセントをパブリック・アートに使うよう義務付ける条例など（1パーセントフォーアート）につながってゆく。
また多くの市民がポスターや絵画、彫刻、美術教育活動を通じて同時代の美術に大量に触れる豊かな経験をしたため、美術鑑賞の一般化や産業デザインの洗練など、国民のデザインに対する意識が高くなったこともある。
建国以前からのあらゆるデザインを調査した『総目録』は、のちのち、アメリカの美術・デザイン関係者や歴史学者の制作・研究を助ける貴重な資産になった。